# قليتشي (بالغلو)
قلیتشي (بالفارسية: قلیچی) هي منطقة سكنية تقع في إيران في قسم بالغلو الريفي. يقدر عدد سكانها بـ 118 نسمة .